# Wes Hoolahan
Wesley "Wes" Hoolahan (Dublín, el 20 de maig de 1982) és un futbolista irlandès que juga com a migcampista amb el Norwich City de la Premier League i la selecció irlandesa.